# Sten Thiel
Sten Thiel, född den 3 juli 1891, Stockholm, död den 12 februari 1980, Stockholm, var en svensk civilingenjör och scoutledare. 
Han var son till grosshandlare Arthur Semmy Thiel (1860-1933) och Alice Sachs (1869-1949) och syster till Siri, Alvar, Agda och Olga. Han tog sin examen 1909 vid Östermalms högre allmänna läroverk (Östra real) och 1913 blev han färdig vid Kungliga Tekniska högskolan (KTH). Hans första tjänst var vid Alfa Lavals ångturbin 1914-1916. Åren 1916-1917 befann han sig i USA och Hawaii på studieresor och under 1917-1918 var han av samma anledning i Asien, bland annat Kina, Japan, Korea, Taiwan, Filippinerna och Sibirien. Åren 1921-1923 var han verkställande direktör vid AB Ars (Aktiebolaget Regi- och Scenteknik) vilket följdes av 7 år som ingenjör vid AB Separator. År 1930 blev han ägare och verkställande direktör för AB Tryckfärger (senare AB Tedeco), en position som sonen Knut Arthur fick ta över. Under 1948 var han i USA, Kanada, Panama och Kuba. 

## Scoutrörelsen
Sten Thiel inträdde i scoutrörelsen redan före första världskriget. 1914 var han vice avdelningschef i Stockholms Scoutkår och 1919 chef för 5. kolonnen i kåren. Thiel var chef för Stockholms Scoutdistrikt från dess grundande 1925 och internationell kommissionär för svensk scouting mellan 1919 och 1953. Sten Thiel var mellan 1948 och 1953 ledamot av Internationella Kommittén (Världsscoutunionens styrelse)
1947 var han initiativtagare till att bilda Sankt Georges Scoutgille i Sverige och han var organisationens första ordförande.
Han tilldelades svensk scoutings högsta utmärkelse Silvervargen 1935, Brittiska scoutförbundets Silvervargen 1950 och som förste svensk världsscoutrörelsens högsta utmärkelse, Bronsvargen, 1953.

## Samlingar från Taiwan
Under sina studieresor 1916-1918 besökte han bland annat Taiwan i februari 1918. Från denna resa fick han med sig en samling föremål från nordöstra delen och från ursprungsfolken atayal och seediq. Denna samlingar lämnades till hans gamla skola Östermalms högre allmänna läroverk 1922. År 1959 lämnade skolan över dessa samlingar till Etnografiska museet, Stockholm.

## Familjeliv
År 1918 var han skriven på Villagatan 10. Sten gifte sig 1920 med Ingeborg Kjellberg (1894-1974). De fick barnen Knut Arthur (1921-1992) och Georg (1923-2020). På 1930-talet bodde familjen på Karlavägen 12.